# Oriol Hernández
Oriol Hernández   (Terrassa, 1983), que signa com a Oriol, és un dibuixant de còmic català.
El 2013 fou proclamat Autor Revelació del Saló del Còmic de Barcelona.

## Biografia
Va estudiar a l'Escola de Còmic Joso fins al 2002, on imparteix classes d'il·lustració digital.
La primera historieta curta que publica és Humo, amb guió de Santi Navarro i recollida al llibre Lovexpress (2007) amb altres històries curtes d'autors relacionats amb l'Escola Joso. S'introdueix al mercat francès participant en l'àlbum col·lectiu d'historietes curtes amb guions de Zidrou Joyeuses nouvelles pour petits adultes et grands enfants (2010): dibuixa Maman Noël, que també es va publicar a la revista Spirou número 3.790.
També a França publica el seu primer còmic La peau de l'ours, traduïda a l'espanyol com La piel del oso i distribuïda per Norma Editorial el setembre de 2012. Amb aquesta obra aconsegueix el Premi a l'Autor Revelació al Saló Internacional del Còmic de Barcelona de 2013, també el Premi Mor Vran 2013 a la millor Bande Désinée policíaca o negra que entrega l'Associació francesa Goéland Masqué, i la nominació al premi Ouest-France. La història se centra en Don Palermo, un ara ja ancià que de jove va ser aspirant a mafiós i va treballar per un capo. Hi va treballar durant dos anys, durant els quals va impulsar el fanzine El Cerdo.
A més del dibuix de còmic, Hernández ha treballat en els àmbits de la il·lustració, la publicitat i l'animació. Durant dos anys va treballar a Filmax Animación i ha participat en les pel·lícules Donkey Xote i Nocturna. Com a il·lustrador va publicar el 2010 els llibres il·lustrats El Zombi, amb textos d'Enric Lluch, i A mi no m'agraden els llibres!, escrit per Joan Portell Rifà.
Treballa un altre cop amb Zidrou en el còmic titulat Les 3 fruits. L’any 2017, surt a la llum Natures Mortes, sobre el misteriós pintor català del modernisme Vidal Balaguer Carbonell, que un bon dia va desaparèixer sense deixar rastre, ofegat pels deutes i amb la sospita policial d'haver assassinat a la seva model i amant, que també havia desaparegut temps enrere. L'àlbum La peau de l'ours - 2, que no és la seqüela del primer, es va publicar el 2020. El seu darrer treball, el díptic L'or du temps, amb guió de Rodolphe, narra una intriga fulletonesca en el París de la Belle Époque.

## Obres

### Il·lustració
- El zombi, Edicions Bromera (2010)
- A mi no m'agraden els llibres!, Edicions Bromera (2010)

### Còmic
- Lovexpress, NoBanda/Escola Joso (2007)
- Joyeuses nouvelles pour petits adultes et grands enfants, Dupuis (2010)
- La peau de l'ours, Dargaud (2012) / La piel del oso, Norma Editorial (2012)
- Les 3 Fruits, Dargaud, (2015) / Los tres frutos (Norma)
- Natures mortes, amb Zidrou, Dargaud, (2017) / Naturalezas Muertas (Norma)
- La peau de l'ours - 2, amb Zidrou, Dargaud, (2020) / La piel del oso (Norma)
- L’or du temps – 1, amb Rodolphe (guió), Dargaud (2021)
- L’or du temps – 2, Dargaud, (2023) / El oro del tiempo (Norma)